# Carex nubigena
Carex nubigena är en halvgräsart som beskrevs av David Don, Tilloch och Thomas Taylor. Carex nubigena ingår i släktet starrar, och familjen halvgräs.

## Underarter
Arten delas in i följande underarter:
- C. n. albata
- C. n. nubigena
- C. n. pseudoarenicola
- C. n. franchetiana